# State of Alert
State of Alert (с англ. — «Состояние тревоги»), часто сокращенно S.O.A. — американская хардкор-панк-группа, образованная в Вашингтоне, округ Колумбия, в октябре 1980 года и просуществовавшая до июля 1981 года. Группу S.O.A. возглавлял Генри Роллинз, тогда использовавший свою оригинальную фамилию Гарфилд.

## История
В 1979 году, в возрасте 18 лет, Генри Гарфилд начал свою музыкальную карьеру в качестве вокалиста хардкор-группы State of Alert (S.O.A.) из Вашингтона. Гарфилд, гитарист Майкл Хэмптон, басист Вендел Блоу и барабанщик Саймон Якобсен отыграли свой первый концерт в гостиной и дебютировали с быстрым и яростным мини-альбомом No Policy в 1981 году. Альбом был лишь вторым релизом на лейбле Dischord, которым руководил лучший друг Гарфилда, Иэн Маккей. Гарфилд сменил имя на Генри Роллинз и вышел на сцену во время концерта Black Flag в Вашингтоне. После того, как группа пригласила Роллинза на прослушивание, а затем попросила его спеть, он присоединился к Black Flag, и S.O.A. распались. Хэмптон присоединился к The Faith вместе с Алеком Маккеем из Untouchables.

## Наследие
В наши дни S.O.A. помнят прежде всего как первую группу Роллинза — до того, как он присоединился к Black Flag, а затем основал Rollins Band, — но также как образец раннего «вашингтонского хардкора» и как источник вдохновения для других групп, таких как детройтская Negative Approach и нью-йоркская Agnostic Front.
Связанные проекты
В 1981 году Хэмптон и Хэнсон вместе с Алеком Маккеем (братом Иэна Маккея) основали группу The Faith, а в 1985 году — Embrace с Иэном Маккеем. В 1986 году Хэмптон присоединился к One Last Wish вместе с Ги Пиччиотто (Fugazi, Rites of Spring) и Бренданом Кэнти (Deadline, Fugazi, Rites of Spring), а также играл в Snakes. Перейдя к инди-року, Хэмптон вновь объединился с Хэнсоном, чтобы в 1988 году сформировать группу Manifesto, а позже играл с участниками группы Ivy в группе Paco.
Блоу продолжил играть в группах Iron Cross и Lethal Intent.

## Дискография
Мини-альбомы
- No Policy 7-inch (1981, Dischord)
- First Demo 12/29/80 7-inch (2014, Dischord)